# Chrysopilus yerburyi
Chrysopilus yerburyi är en tvåvingeart som beskrevs av Enrico Adelelmo Brunetti 1920. Chrysopilus yerburyi ingår i släktet Chrysopilus och familjen snäppflugor.
Artens utbredningsområde är Sri Lanka. Inga underarter finns listade i Catalogue of Life.